# (1955) McMath
(1955) McMath (aussi nommé 1963 SR) est un astéroïde de la ceinture principale, découvert le 22 septembre 1963 à l'observatoire Goethe Link près de Brooklyn, dans l'Indiana. 
Il a été nommé en hommage à Robert Raynolds McMath, astronome américain.